# Radula lindbergiana
Radula lindbergiana là một loài rêu trong họ Radulaceae. Loài này được Gottsche ex C. Hartm. mô tả khoa học đầu tiên năm 1864.